# Kathedrale Unserer Lieben Frau von Arabien

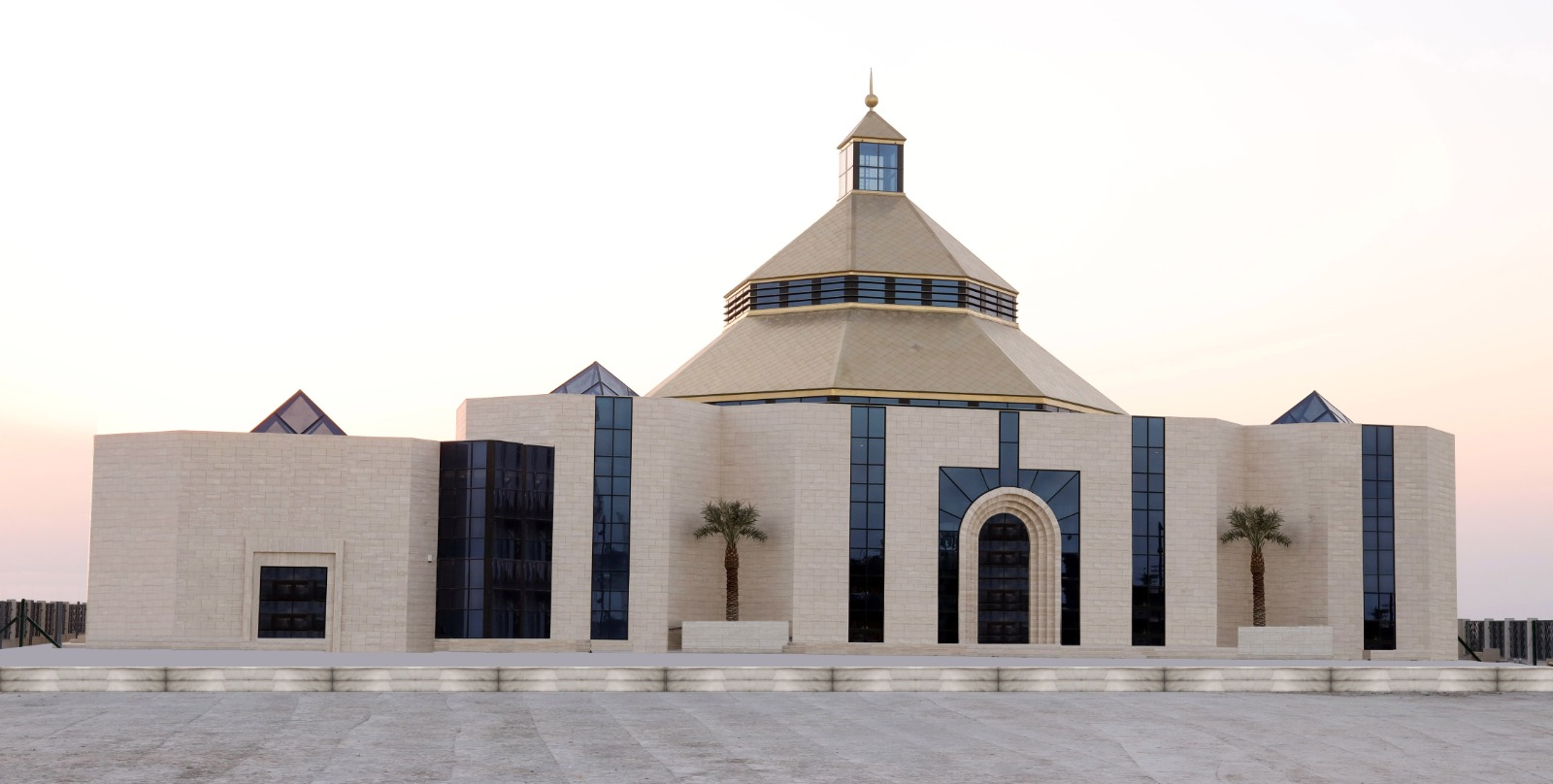
Kathedrale Unserer Lieben Frau von Arabien

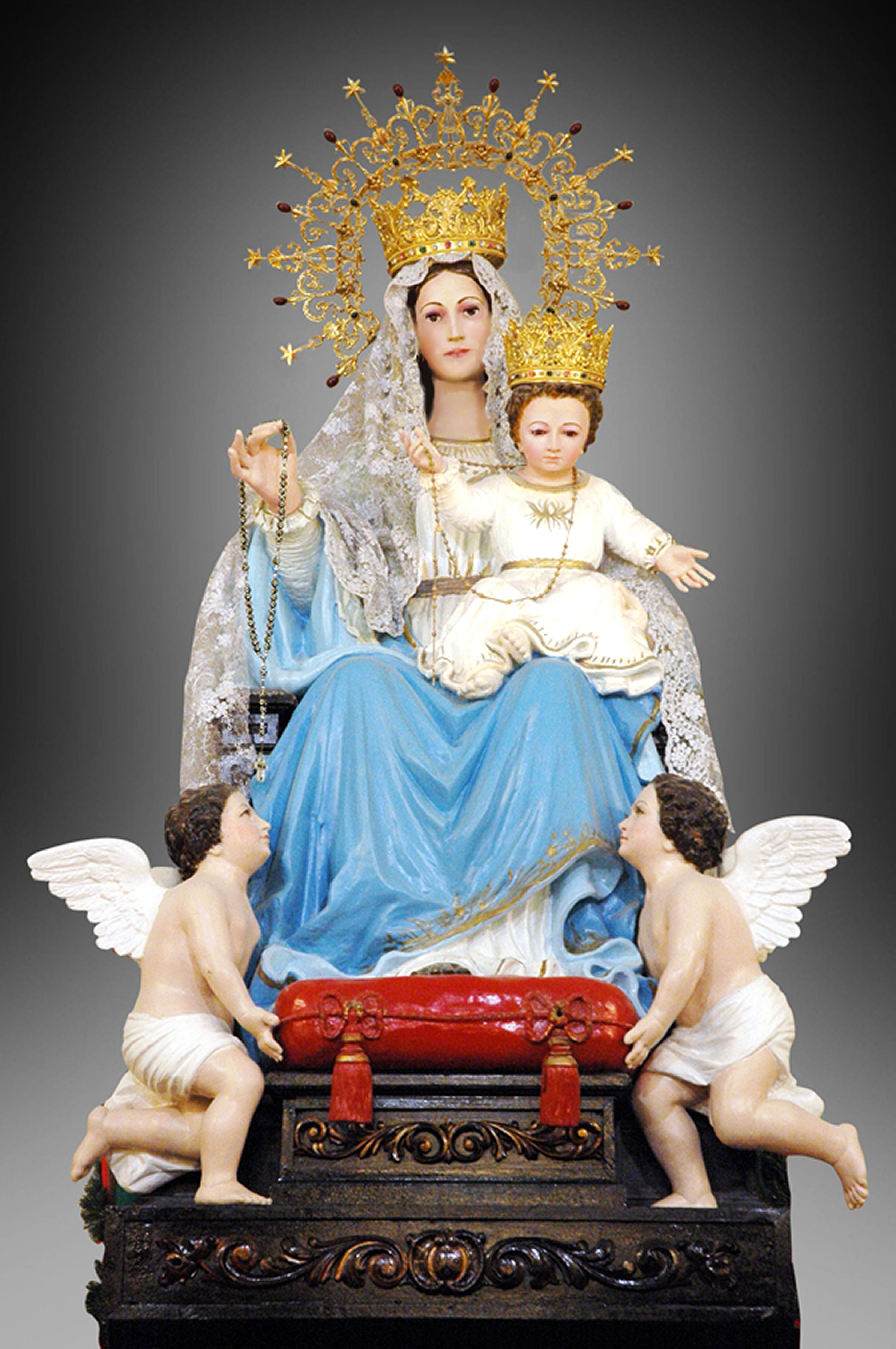
Namensgebende Statue „Unsere Liebe Frau von Arabien“

Unsere Liebe Frau von Arabien ist die Kathedralkirche des Apostolischen Vikariats für das Nördliche Arabien und steht in Awali, 23 Kilometer südlich von Manama in Bahrain. Sie wurde am 10. Dezember 2021 geweiht und steht unter dem Patrozinium Unserer Lieben Frau von Arabien. Sie ist das größte römisch-katholische Kirchengebäude am Persischen Golf.

## Lage
Die Kathedrale liegt auf einem 9000 m² großen Grundstück am Südrand der im Zentrum der Hauptinsel gelegenen Stadt Awali. Sie ist an dieser Stelle aus mehreren Kilometern Entfernung zu sehen. Die Stadt beherbergt seit langem ausländische Arbeiter für die Ölindustrie des Landes. Insbesondere Arbeiter von den Philippinen und aus Indien gehören der römisch-katholischen Kirche an. Sie war bei Eröffnung die größte römisch-katholische Kirche am Persischen Golf und auf der Arabischen Halbinsel.

## Architektur
Die modernistische Kathedrale mit einem oktogonalen Kuppelbau soll an das im Alten Testament beschriebene, von den Israeliten unter Leitung von Mose errichtete „Zelt der Zusammenkunft“ erinnern, in dem sich Mose und die Israeliten mit Gott getroffen haben sollen. Zum Komplex gehören außerdem zwei Kapellen und ein Auditorium mit Platz für 800 Menschen. Die Kathedrale wurde nach Plänen des Mailänder Architekten Mattia del Prete gebaut. Die Mauern sind aus Pietra serena errichtet, einem grauen Sandstein aus der Toskana, der typisch für Renaissance-Bauten insbesondere in Florenz ist.
Der Großteil des lichtdurchfluteten Innenraums mit seinen 2300 Sitzplätzen liegt unter der Kuppel. An den Wänden werden biblische Szenen wie Tod und Auferstehung Jesu dargestellt. Im Innenraum steht auch eine Statue Unserer Lieben Frau von Arabien.

## Geschichte
Der Bau der Kathedrale wurde wesentlich von Bischof Camillo Ballin vorangetrieben. Der Baugrund ist eine Schenkung Scheichs Hamad bin Isa Al Chalifa vom 11. Februar 2013; auf diesen Tag datiert auch der offizielle Beschluss zum Bau der Kathedrale. 2014 überreichte der Scheich persönlich Papst Franziskus ein Modell der zukünftigen Kathedrale. Den Beginn der Bauphase markiert die Segnung des Grundsteins am 31. Mai 2014. Er stammt von der Heiligen Pforte des Petersdoms. Die eigentliche Grundsteinlegung erfolgte am 11. Juni 2018. 2021 wurde der Bau fertiggestellt. Hamad bin Isa Al Chalifa eröffnete das Gebäude am 9. Dezember 2021. Am folgenden Tag weihte Luis Antonio Kardinal Tagle die Kathedrale. Im November 2022 besuchte Papst Franziskus die Kathedrale.